# Concours de créateurs de jeux de Besançon
 (décembre 2022).
Si vous disposez d'ouvrages ou d'articles de référence ou si vous connaissez des sites web de qualité traitant du thème abordé ici, merci de compléter l'article en donnant les références utiles à sa vérifiabilité et en les liant à la section « Notes et références ».
De 1996 à 2003, la ville de Besançon a accueilli en juillet un festival de jeux appelé « Besançon Fête Vos Jeux ». Dans le cadre de ce festival, une cinquantaine de créateurs français ou étrangers présentaient au public et au jury un ou plusieurs jeux de leur invention dans le cadre d'un concours de créateurs de jeux. Cependant, un seul jeu était habilité à participer au concours.
Trois prix étaient attribués par le jury, présidé par Alain Bideau : Boucle d'Or, Boucle d'Argent et Boucle de Bronze, ainsi nommées par référence à la boucle que forme le Doubs autour de la ville de Besançon.
Parfois, des mentions spéciales étaient décernées.

## Prix décernés

### 1996
Boucle d'Or
Mister Pinzo, Roberto Fraga, non édité
Boucle d'Argent
David et Goliath, Odet l'Homer, non édité
Boucle de Bronze
Kaminos, Victor Hugo Lopez, non édité

### 1997
Boucle d'Or
Bunker Poker, Philippe Aucagos, Gigamic
Boucle d'Argent
Expos, Olivier Delvaille et Jean-François Desbordes, Expos ABC
Boucle de Bronze
Oraïa, Pascal Robert et Jean Quilleret, Abax

### 1998
Boucle d'Or
Mat de cocagne, Jean-Philippe Mars, non édité
Boucle d'Argent
Carré 2000, Henri Vergne, Facabo
Boucle de Bronze
Kiwibox, Jean Georges, non édité

### 1999
Boucle d'Or
Blokus, Bernard Tavitian, Sekkoïa / Winning Moves
Boucle d'Argent
3D - Mino, Vincent Le Quiniou, Luki 
Boucle de Bronze
Caractère, François Koch, Jeux F.K.

### 2000
Boucle d'Or
Kenji , Claude Leroy, Fi Du Dé / Swiss Games
Boucle d'Argent
Attakube, Valéry Fourcade, TF1 Games
Boucle de Bronze
Cuzco, Andrea Mainini, non édité
Mention spéciale
La Course aux mots, rebaptisé Le Chameau à 2 Bosses, Thierry Petitpas, non édité

### 2001
Boucle d'Or
Axom, Jean-Marie Codretto et Michel Villalonga, Gyptis
Boucle d'Argent
Empilade colors, Christian Villard, non édité
Boucle de Bronze
Drôle de casting, Marie-France Second, Dengos

### 2002
Boucle d'Or
La Vache amoureuse, Yves Renou, Paille éditions
Boucle d'Argent
Mana, Claude Leroy, Jactalea
Boucle de Bronze
Kaskad, Valéry Fourcade, non édité

### 2003
Boucle d'Or
Tchag, Jean Georges, non édité
Boucle d'Argent
Gambo , Claude Leroy, non édité
Boucle de Bronze
Maka Bana, François Haffner, Tilsit